# Calophasidia radiata
Calophasidia radiata är en fjärilsart som beskrevs av Swinhoe 1902. Calophasidia radiata ingår i släktet Calophasidia och familjen nattflyn. Inga underarter finns listade i Catalogue of Life.